# Harmen Post
Harmen Klaas Post (Hallum, 6 juli 1907 – Utrecht, 15 februari 1995) was een Nederlands schilder, illustrator en docent. Hij was vooral bekend om zijn landschappen, portretten en boekillustraties. Gedurende zijn carrière ontwikkelde hij een brede stijl, variërend van kubistisch-expressionistisch tot verstild realisme.

## Biografie
Harmen Post werd geboren in 1907 als zoon van kleermaker Harmen Jan Post en Klaasje de Groot. Hij begon zijn opleiding aan de ambachtsschool, waar hij het schildersvak leerde. In 1927 verhuisde hij naar Den Haag om te studeren aan de Academie voor Beeldende Kunsten. Hier specialiseerde hij zich in toneeldecoratie, wat hem later werk opleverde als decorontwerper voor revue- en operettegezelschappen. Ondanks zijn succes in deze sector, besloot Post uiteindelijk om zich te richten op een carrière als reclameontwerper en later kunstschilder.
Tijdens zijn verblijf in Den Haag ontmoette hij Riek Damsteeg, een verpleegster die werkte in een psychiatrisch ziekenhuis. Toen Riek naar Utrecht verhuisde, volgde Harmen haar en trouwde ze in 1935. In de vroege jaren van de Tweede Wereldoorlog werd Post getroffen door tuberculose, wat hem lange tijd verhinderde om te schilderen.
Post was een groot natuurliefhebber, een thema dat vaak terugkeerde in zijn werk. Hij schilderde onder andere landschappen op Texel, dorpen langs de Lek, en diverse locaties in Duitsland. Naast schilderen illustreerde hij boeken, tijdschriften en kranten.
In 1943 werd Post lid van het Stichts Genootschap Artibus, een kunstopleiding die later zou uitgroeien tot de Hogeschool voor de Kunsten Utrecht (HKU). Hier kreeg hij les van Mar Diemèl, met wie hij later een nauwe vriendschap kreeg intensief samenwerkte. Post werd uiteindelijk docent aan de avondschool van Artibus, waar hij les bleef geven tot in 1988, ver na zijn pensioen. Gedurende zijn veertig jaar lange docentschap had hij een grote invloed op meerdere generaties kunstenaars.
Hoewel Post tijdens zijn leven weinig exposeerde, genoot hij bewondering van oud-leerlingen en collega-kunstenaars. Hij stond erom bekend opdrachten te weigeren als opdrachtgevers te veel invloed wilden uitoefenen op het creatieve proces.

## Werk
Het werk van Harmen Post evolueerde door de jaren heen. In de jaren vijftig schilderde hij vaak paarden en vogels tegen decoratieve achtergronden, beïnvloed door zijn vroegere werk als decorontwerper. Deze werken hadden vaak een kubistisch-expressionistische stijl. In de jaren zestig verschoven zijn interesses naar landschappen, waarbij hij experimenteerde met abstracte vormen en kleurgebruik. Later, in de jaren tachtig, ontwikkelde hij een stijl van verstild realisme, waarin hij zich richtte op gedetailleerde landschappen en sombere regenachtige luchten.
Tijdens de Tweede Wereldoorlog werkte hij voor Douwe Egberts in Utrecht, waar hij zich richtte op illustraties voor de koffie- en theebranche. Een van zijn bekendste commerciële werken is de decoratie van koektrommels met afbeeldingen van vogels.

## Overlijden
Harmen Post bleef tot op hoge leeftijd actief als kunstenaar. Zijn leven kwam echter abrupt ten einde door een auto-ongeluk in januari 1995, waaraan hij enkele weken later in het ziekenhuis overleed.